# 黄静対ASUS事件
黄静対ASUS事件は、北京在住の黄静とノートパソコンを販売したASUSとの間の訴訟事件である。

## 経緯
- 2006年2月 黄静（当時のハンドルネーム“龙思思”）が、2万900元（約40万円）ASUSのノートパソコン（型番V6800V）を購入したがすぐ不具合が発生した。黄静は友人の周成宇に原因調査を依頼。調査の結果、不具合の原因は、CPUが一般販売向けではなくエンジニアサンプリング向けのものであり長時間の使用に耐えられないことにあることが判明。その後、黄静は、約500万米ドル（約5億円）の懲罰的損害賠償をASUS側に請求する。
- 2006年3月7日, ASUSを恐喝した容疑で黄静および周成宇が警察に逮捕される。
- 2006年12月26日 海淀区人民検察院は黄静を保釈。
- 2007年11月9日 海淀区人民検察院は黄静の不起訴処分を決定。
- 2008年10月27日 海淀区人民検察院は黄静への約3万元(約42万円)の国家賠償金支払いを決定[1][2][3]。
- 2008年12月5日，黄静は、ASUSを被告として500万元(約7000万円)を賠償請求する訴訟を海淀裁判所に提起[4]。